# Razguri
Razguri so naselje v krajevni skupnosti Vrabče in v Občini Sežana. Na najstarejši hiši v vasi je kamnit obok iz leta 1693. V vasi je tudi en kamnit kraški vodnjak, tako imenovan »šap« iz leta 1759. Leta 1944 je bilo tu ljudsko sodišče. Med fašizmom se je vas imenovala Rasguri. Vas se deli na dva dela: zahodno so tako imenovani Kobenti, vzhodno pa je ostali del vasi. V vasi je tudi balinišče, ki so ga zgradili leta 1973. Včasih je bilo v vasi šest kamnitih obokov, po domače: »kolon«, toda zdaj so samo še trije. Pri eni izmed hiš je tudi ograjeno brezno, v katerem je voda.

## Sveta Ana
Cerkev svete Ane nad vasjo je iz konca 14. stoletja (nekateri viri pravijo da iz konca 17. stoletja). Zgrajena je iz fliša in apnenca. Nad vhodom v cerkev je v kamen izklesan grb devinsko - nabrežinskih grofov. Nasproti nje je kal. Nazadnje so jo prenavljali med letoma 1990 in 1994. Pri cerkvi je posnet tudi del filma Ne joči, Peter. Zraven cerkve je pokopališče, na katerem raste preko sto let stara lipa.
Pod cerkvijo je bila včasih kapelica, ki pa so jo ob širitvi makadamske ceste, leta 1961, podrli. Vaščani so to kapelico imenovali »pil«. Sveta Ana je tipična primorska cerkev najverjetneje iz 17. stoletja, s tristransko zaključenim prezbiterijem, zvončnico s tremi linami in vhodno lopo. Včasih je bila vsa pokrita s skrilami , zdaj so skrile samo še na prezbiteriju. Edina letnica – 1847 na prekladi portala nam dá vedeti, da je bila tudi ta cerkev prezidana sredi 19. stoletja.
V vasi praznujejo šagro - »ANDHT« na prvo nedeljo v avgustu.

### Kal pri sveti Ani
Včasih so je v kalu napajala živina, ki so jo razgurski otroci pasli naokrog po travnikih in pašnikih. To je eden izmed redkih naravnih kalov v širši okolici.
- Kal pri cerkvi svete Ane
- sveta Ana pozimi, v ospredju zasnežen kal
- Edini  kamnit obok vodnjaka na Razgurih.